# Valsning

Grundprincipen vid valsning

Valsning är en plastisk bearbetning av ett material då det passerar genom två eller flera roterande valsar varvid tjockleken (och ibland även bredden) på materialet minskar, samtidigt som dess inre struktur förändras. Inom metallindustrin är valsning i valsverk den dominerande bearbetningsprocessen för tillverkning av en mängd produkter (exempelvis stänger, tråd, plåt och band). Valsning tillämpas även vid tillverkning eller förädling av andra material (exempelvis plast, glas, tyg och livsmedel) och benämns då i vissa sammanhang kalandrering.
Vid valsning av metaller används två huvudtyper av valsar: släta för valsning av platta produkter, plattvalsning, samt spårade (kalibrerade) för valsning av långa produkter, spårvalsning. Hos de senare finns ett antal spår uppsvarvade vilka ger, alltefter spårens form och djup, olika öppningar i valsarna. Vid passagen genom dessa öppningar ges materialet successivt den önskade formen. Valsarna kan vara tillverkade av gjutjärn, stål eller olika hårdmetaller (vanligt i trådvalsverk och folieverk).

## Bearbetningstemperatur
Processen kan ske såväl varmt, så kallad varmbearbetning, (över rekristallisationstemperaturen, cirka 1 000 grader Celsius för stål) eller som kallbearbetning (det vill säga vid rumstemperatur), och betecknas vanligtvis varmvalsning respektive kallvalsning.
Varmvalsning används framför allt för valsning av grövre tvärsektioner (exempelvis grovplåt och profiler för bland annat varvsindustrin) samt för tillverkning av balkar, räler, ringar och rör. Vid varmvalsning av exempelvis koppar och aluminium är valsningstemperaturen lägre än för stål.
Kallvalsning utnyttjas för tillverkning av bland annat tunnplåt med tjocklek mindre än cirka två millimeter, band och rör. Vid kallvalsning utnyttjas smörjmedel för att, med låga krafter, skapa jämna produktytor samt vid bandvalsning dessutom anbringa dragspänningar till ämnet på valsverkets in- och utgångssida.

## Valsning av skridskor
I bandy är det inte tillåtet att valsa skridskoskenan.